# Polypedates hecticus
Polypedates hecticus é uma espécie de anfíbio da família Rhacophoridae, endémica das Filipinas.
Os seus habitats naturais são florestas subtropicais ou tropicais húmidas de baixa altitude, rios, marismas de água doce e marismas intermitentes de água doce.